# Вырыпаево (Костромская область)
Вырыпаево — опустевшая деревня в Чухломском муниципальном районе Костромской области. Входит в состав Повалихинского сельского поселения

## География
Находится в северной части Костромской области на расстоянии приблизительно 5 км на север по прямой от города Чухлома, административного центра района.

## История
Деревня упоминалась еще с 1615 года. В 1872 году здесь было учтено 12 дворов, в 1907 году — 16.

## Население
Постоянное население составляло 110 человек (1872 год), 67 (1897), 116 (1907), 0 как в 2002 году, так и в 2022.